# Caméras Bell & Howell
Bell & Howell est une marque de caméras de cinéma professionnelles fabriquées à Wheeling (Illinois) (région de Chicago) à partir de 1909, plus particulièrement le modèle Bell & Howell 2709 qui fut la principale caméra 35 mm des studios de cinéma américains jusqu’à ce qu’elle tombe en obsolescence technique à l'arrivée d'une rivale plus maniable : la Caméra Mitchell NC en 1929. 

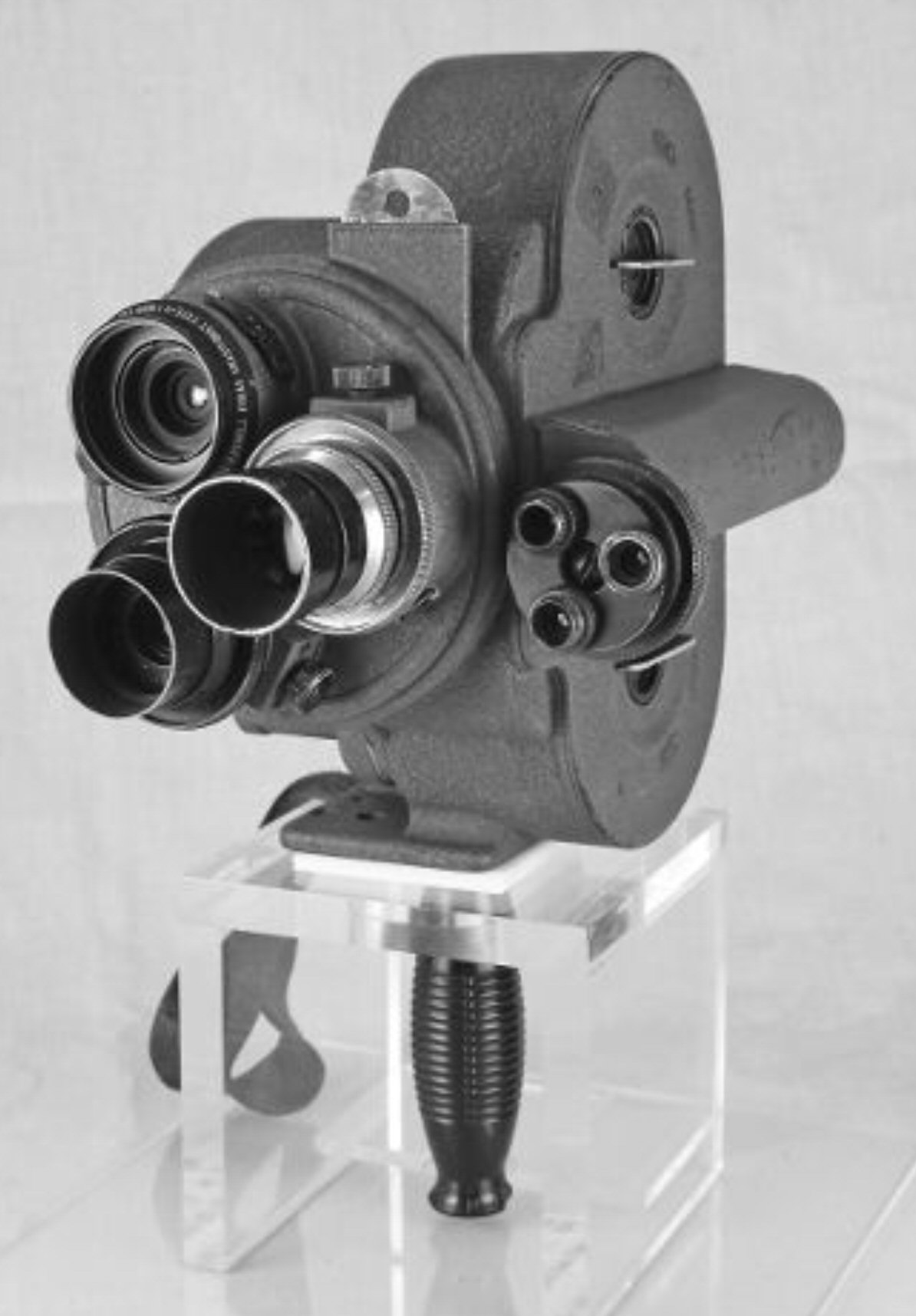
LEyemo 16 mm.

Les petites caméras portables Bell & Howell entraînées par un moteur à ressort, la Filmo et l’Eyemo, en 35 ou 16 mm, furent à la base d’un nouveau style de reportage filmé. La Filmo fut d'ailleurs la première caméra à fonctionner, non pas avec une manivelle ou un moteur électrique, mais avec un moteur à ressort.
Bell & Howell déclina également dès 1923 toute une série de caméras pour les cinéastes amateurs, aussi bien en 16 mm qu’en 8 mm.

## Histoire

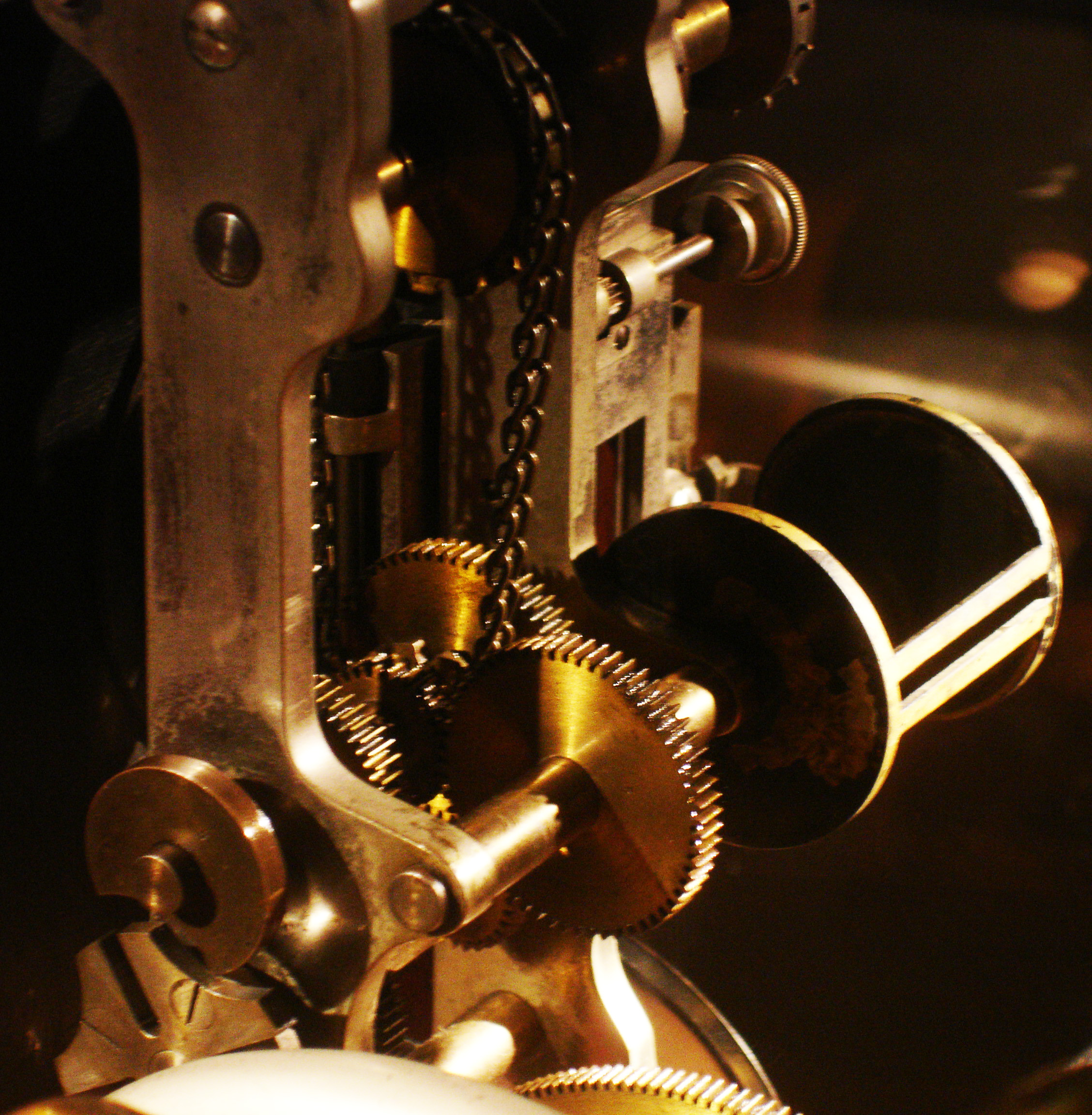
Obturateur cylindrique (à droite, devant la fenêtre de cadrage du film).

La société Bell and Howell est créée en 1907 par deux projectionnistes américains, Donald Joseph Bell et Albert Summers Howell, et l’épouse du premier, Marguerite V. Bell. Leur but est de fabriquer toute sorte d’appareils se rapportant au cinéma, s’appuyant sur les capacités inventives de Howell et les qualités commerciales du couple Bell. Ils commencent par innover dans le domaine qu’ils connaissent bien : Howell conçoit un obturateur cylindrique pour les appareils de projection. Ceux-ci sont équipés dès les débuts du cinéma d’un obturateur à disque mobile. L’obturateur cylindrique assure une ventilation ciblée de la pellicule qui résiste ainsi mieux à la chaleur violente dégagée par la lampe à arc utilisée pour couvrir les dimensions sans cesse augmentées des écrans de projection. Puis il lance un perforateur de pellicule car la firme de George Eastman, qui produit la pellicule souple nécessaire au cinéma, la livre en rouleaux non perforés. Or, les 8 perforations rectangulaires imaginées par Thomas Edison pour créer le format 35 mm qui a été depuis peu adopté par les cinéastes du monde entier, sont souvent effectuées par les acheteurs sur des machines bricolées. Howell, en sa qualité de projectionniste, connaissait tous les incidents de projection causés par ces perforatrices peu précises. Son perforateur s’impose dans le milieu du cinéma.

## La Bell & Howell2709
En 1912, après une expérience malheureuse de construction de caméras légères en cuir, alors que la plupart des caméras de l'époque sont en bois (donc relativement lourdes), Bell & Howell présente un modèle entièrement métallique (aluminum), doté de tous les derniers perfectionnements connus. Ne pesant que 7 kilos, la 2709 (très exactement 2709 B) est pratique pour les nombreux déplacements d'un décor naturel à l'autre, que nécessitent les nouveaux scénarios et l'apparition progressive des longs-métrages. 2709 serait une référence au nombre de mécanismes que produit la société au moment du lancement de sa dernière conception mécanique. Elle est équipée d'un obturateur réglable (le temps de pose peut être modifié en fonction du sujet filmé, plus ou moins rapide), l'entraînement image par image de la pellicule se fait par une griffe à came traditionnelle. La nouveauté est l'immobilisation renforcée de la pellicule au moment où a lieu l'exposition de chaque photogramme. Une contre-griffe s'introduit dans les perforations, stabilisant verticalement la pellicule ; elle se retire juste avant que la griffe d'entraînement ne fasse avancer la pellicule. Cette immobilisation est complétée par le presseur qui maintient délicatement la pellicule dans le couloir, conduisant la pellicule sur son trajet. Au moment de l'exposition, ce presseur est fortement plaqué contre la pellicule, assurant ainsi une parfaite planéité de la surface photosensible ; ce pincement est interrompu juste avant que la griffe d'entraînement ne fasse avancer la pellicule d'un pas. Le cadrage est effectué à l'aide d'un viseur clair, comme dans la plupart des caméras de ces années-là, et un viseur interne autorise en plus un contrôle du cadrage à travers la fenêtre de prise de vues. Cette commodité ne peut se faire qu'à l'arrêt de la caméra. La 2709 devient l'appareil de prise de vues le plus demandé par les cinéastes américains. Elle le sera jusqu'au lancement de la Mitchell qui offrira les mêmes avantages réunis dans une meilleure maniabilité (1919).

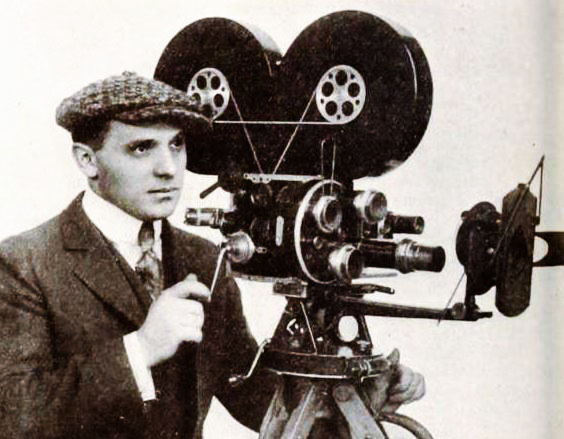
Jackson Rose, cinematographer (directeur de la photographie) américain, aux commandes d'une 2709 (1918).
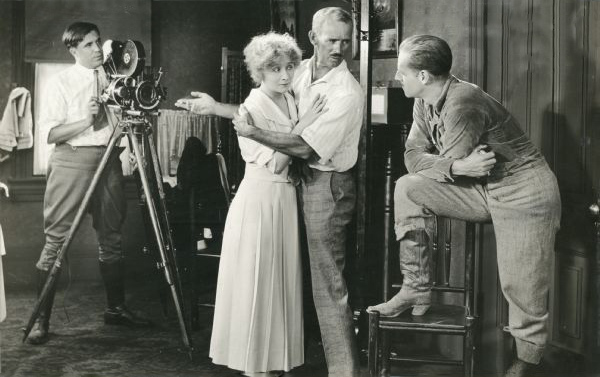
Bessie Barriscale et Jack Holt, dirigés par Howard C. Hickman pour le film Kitty Kelly, devant la 2709 tenue par Eugene Gaudio (1919).
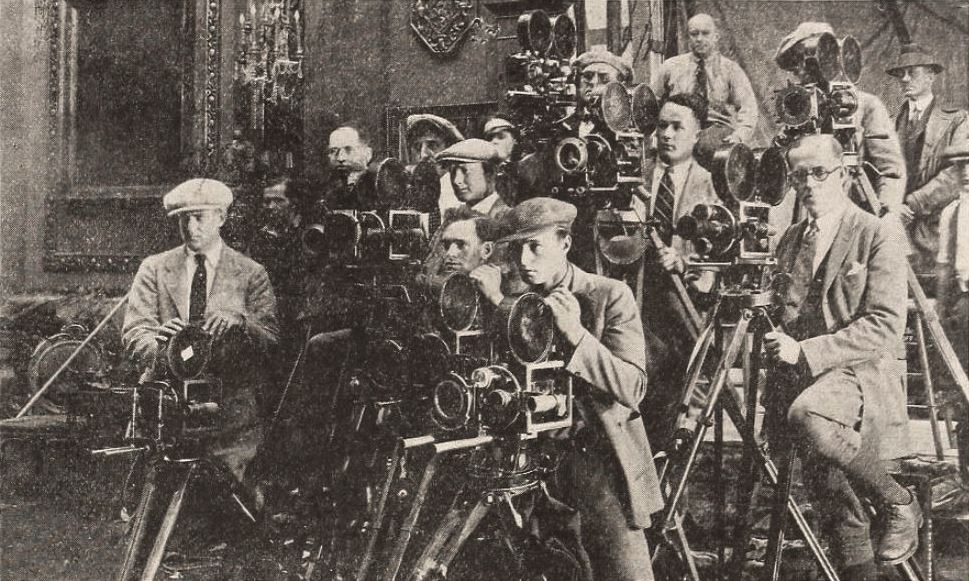
Tournage de La Rançon d'un trône, de Cecil B. DeMille (1923). DeMille fait mettre en batterie dix 2709 pour filmer la destruction d'un décor onéreux, afin d'être sûr de la qualité de la prise de vues et de varier la "grosseur" des plans.
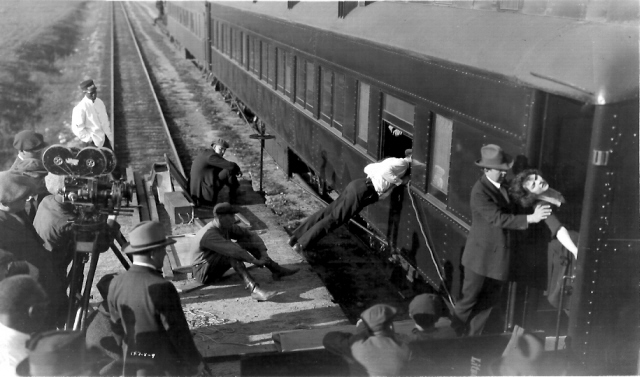
Tournage d'une scène de cascade pour le film de Reginald Barker, The Old Nest (1921). Devant les deux 2709 côte à côte, le comédien Rupert Hughes va éjecter du train (en marche) la comédienne Helene Chadwick qui sera reçue entre la voiture et le wagon plat transportant l'équipe, sur un bâti en bois avec l'aide musclée de deux assistants.

## Référence
- (en) Cet article est partiellement ou en totalité issu de l’article de Wikipédia en anglais intitulé « Bell & Howell » (voir la liste des auteurs).

1. ↑  « Les caméras du cinéma - Bell Howell 2709 », sur Cinecameras.fr (consulté le 26 juillet 2020).